# Bakal
Bakal is een bestuurslaag in het regentschap Banjarnegara van de provincie Midden-Java, Indonesië. Bakal telt 3392 inwoners (volkstelling 2010).